# 转基因作物
转基因作物（Genetically modified crops，缩写为）指依靠转基因技术产生的农作物。这种转基因作物通常在营养价值、品质、产量、对自然恶劣环境的抵抗能力上，较原有作物有所增强。比如，将抗虫基因转入棉花、水稻或玉米，培育成对棉铃虫、卷叶螟及玉米螟等昆虫具有抗性的转基因棉花、水稻或玉米等。

## 介绍
常用的植物转基因方法有花粉管通道法、农杆菌介导转化法、基因枪介导转化法、细胞融合法等。
涉及到的研究技术有：植物抗虫基因工程、抗病基因工程、植物抗逆基因工程、植物品质改良的基因工程、植物叶绿体基因工程和植物生物反应器等等。

## 发展概况
自1983年，美国圣路易斯华盛顿大学和孟山都生物技术公司联合研究生产出的世界第一例转基因作物：抗除草剂转基因烟草的诞生，转基因作物的增产能力使得转基因技术在农业上应用的重要性开始彰显。截止到2018年，根据国际农业生物技术应用服务组织（ISAAA）统计，全球有二十六个国家（二十一个发展中国家和五个发达国家）种植了总面积达1.917亿公顷的转基因作物、种植面积较1996年的增长了113倍，转基因作物种植面积最大的五个国家：美国、巴西、阿根廷、加拿大、印度，占据了全球91％的转基因作物种植面积，转基因作物被全球七十个国家所采纳，其中播种国二十六个，进口国四十四个。

## 开发状况
目前转基因作物产品被分为三代，第一代转基因作物产品的特点为具有抗病虫性、耐除草剂的农作物，代表品种为孟山都的抗草甘膦大豆。第二代产品则主要以改善营养品质、提高产量、耐储藏等，代表品种为先正达的“黄金大米”。第三代转基因作物产品则倾向于向工业、医药和生物反应器方向发展，代表品种为美国杜邦先锋（DuPont Pioneer）的Plenish高油酸大豆。